# 余連發
余連發（1947年1月6日—），中華民國陸軍二級上將、本省人，生於臺北縣萬里鄉，籍貫新北市，家中務農，一貫道道親，是2000年首次政黨輪替時首位總統府侍衛長，對臺灣民主化扮演重要角色，目前在萬里區老家有經營農產，販售鴻德興「余家園將軍地瓜」系列產品，服役前曾做過工廠學徒、跑外務、送貨員等基層工作，原服義務役士兵役，經部隊保薦而就讀陸軍士校後晉任士官，後再獲得保薦就讀陸軍官校正42期晉任軍官，曾任後備司令、國防部軍情局長、憲兵司令、總統府侍衛長、國防部國會連絡處長、國防部人力司役政處長、陸軍步兵257師長、參謀本部人次室人綜處長、陸軍步兵127師砲指部指揮官等職，治軍理念圍繞於強調營造「安全、公平、舒適、和諧、服務」的工作環境。2005年6月1日，晉升陸軍二級上將，擔任後備司令部末任上將編階司令，也因政治立場親泛綠陣營，而在任內捲入不少起政治風波，最後都證實無罪定讞。也成為了中華民國政府遷臺後，唯一一位從義務役二等兵升到上將司令之人。現任「一貫道」發一崇德基隆區講師。

## 經歷
余連發為閩南籍本省人，出生於臺北縣萬里鄉，在北海岸一帶長大，原為一名服義務役之士兵，經部隊保薦，於1966年就讀陸軍士官學校，以第一名成績畢業，晉任士官，留校服務。後再獲得保薦，就讀陸軍官校正42期砲兵科，歷任排長、連長、營長、陸軍第127師砲兵指揮官、參謀本部聯一次長室人綜處長、陸軍第257師師長、國防部人力司役政處處長、國防部國會連絡處處長。
2000年陳水扁當選總統後，余連發因擔任國防部國會連絡處長而與陳水扁互動密切，進而獲得賞識，升任中將並擔任中華民國總統府侍衛長，成為首次政黨輪替以後的第一位總統府侍衛長，對維護臺灣民主政治穩定性負有貢獻，隨後調升憲兵司令部司令、國防部軍事情報局局長。2005年6月1日晉升上將，擔任後備司令部末任上將編階司令，在任內經歷多起政治風波。2008年6月1日任期屆滿，由時任總統馬英九調任總統府戰略顧問 ，成為第一位遭馬英九撤換的現役上將；2011年2月1日屆滿64歲退伍，卸下總統府戰略顧問，結束軍旅生涯 。
2024年中華民國總統選舉結束，與余連發為同鄉與舊識的賴清德當選新一任中華民國總統，《中國時報》即預測，余連發可能出任新政府退輔會主委。但最後余連發婉拒出任新政府退輔會主委及財團法人國防安全研究院戰略諮詢委員等職務的邀約。

## 遭控炒股與貪污案
- 燁聯內線炒股案

2006年，台北地方法院審理總統府前副秘書長陳哲男司法黃牛及炒股案，發現余連發與陳哲男共同涉及燁隆、燁聯及聯鋼重工等三家公司內線交易案，要求檢方偵查。經國防部調查，發現余家買股資金與收入不符，借貸來源交待不清，質疑余連發在擔任憲兵司令任內，情報費用可能有部分與炒股案有關，但專案小組向國安局要求查帳，被當時的國安局長薛石民上將拒絕。案發時後備司令余連發向時任國防部長李傑報告，是妻子投資與他無關，也表示所有股票都沒賣，他當時並未細看財產申報資料。全案經李傑向陳水扁總統報告，最後以余連發財產申報不實結案。
- 上海印刷廠掏空案

2009年，中國國民黨籍立法委員吳育昇爆料指出，時任上海印刷廠總稽核李榮元供出曾轉交30元支票給律師蔡茂松，他懷疑這筆錢和前軍情局長余連發有關。最後由最高法院檢察署特偵組、台北地方法院檢察署及國防部高等軍事法院檢察署共同偵辦，因余連發時仍具現役軍人身分，由高等軍事法院檢察署業依聯合專案小組調查事證，認並無證據足認其涉有不法，於2010年9月21日予以不起訴處分。

## 退伍後返鄉務農

### 余家園地瓜農場
曾長居於臺北市中山區大直，現居於基隆市與新北市萬里區老家，目前在新北市萬里區老家有經營農產，主要種植紅心地瓜，也包含黃金地瓜、玉米等農產品，透過基隆市的鴻德興生技公司販售「余家園將軍地瓜」產品。同前海軍陸戰隊退役上將陳國祥、陳邦治一般，為在國軍中少見會在退役後選擇從事務農的上將。

### 一貫道信仰講師
在務農之餘，也擔任一貫道信仰的講師，固定於發一崇德基隆區的德光佛堂授課。